# Clima
O clima (do grego para "inclinação", referindo ao ângulo formado pelo eixo de Rotação da Terra e seu plano de translação) compreende um padrão da atmosfera da Terra. Fenômenos como frentes frias, tempestades, furacões e outros estão associados tanto às variações meteorológicas preditas pelas leis físicas determinísticas, assim como a um conjunto de variações aleatórias dos elementos meteorológicos (temperatura, precipitação, vento, umidade, pressão do ar), cuja principal ferramenta de investigação é a estatística. As semelhanças em várias regiões da Terra de tipos específicos caracterizam os diversos tipos de clima, para o que são consideradas as variações médias do tempo meteorológico ao longo das estações do ano num período de não menos de 30 anos. Em suma, o clima corresponde ao comportamento médio dos elementos atmosféricos num determinado lugar, durante, pelo menos, trinta anos.

## Definição
A definição pelo glossário do IPCC é:
"Clima, num sentido restrito é geralmente definido como 'tempo meteorológico médio', ou mais precisamente, como a descrição estatística de quantidades relevantes de mudanças do tempo meteorológico num período de tempo, que vai de meses a milhões de anos. O período clássico é de 30 anos, definido pela Organização Mundial de Meteorologia (OMM). Essas quantidades são geralmente variações de superfície como temperatura, precipitação e vento. O clima num sentido mais amplo é o estado, incluindo as descrições estatísticas do sistema global."

## A climatologia e o objeto clima
A climatologia é uma especialização da pesquisa meteorológica e geográfica dedicada ao estudo e investigação do clima em seus múltiplos aspectos. Nas ciências atmosféricas, a climatologia investiga as causas e as relações físicas entre os diferentes fenômenos climáticos (por exemplo, os fatores de ocorrência de secas, inundações, ondas de calor, fenômenos El Niño/ENSO, e outros). Na geografia, a climatologia é uma ferramenta de entendimento da relação do homem com seu espaço ambiental, particularmente com os fenômenos atmosféricos, do qual ele é paciente (atingido por vendavais, furacões, tornados, tempestades, enchentes e cheias, por exemplo) e causador (poluição, degradação ambiental, mudança climática devido efeito-estufa e outros). Esses dois pontos de vista, meteorológico e geográfico, complementam-se e não podem ser entendidos de forma separada.
O clima é o conjunto de estados do tempo meteorológico que caracterizam o meio ambiente atmosférico de uma determinada região ao longo do ano. O clima, para ser definido, considera um subconjunto dos possíveis estados atmosféricos e, para tal, requer a análise de uma longa série de dados meteorológicos e ambientais. Por longa série se entende um período de dezenas de anos. A Organização Mundial de Meteorologia (WMO) recomenda 30 anos para a análise climática.
A concepção original do que é clima foi introduzida através da análise estatística, de longo prazo, considerada, talvez, no fim do século XIX.
A noção de clima tem mudado ao longo do século XX. Até meados do século XX, o clima era considerado "fixo" na escala de tempo de 30 anos e funcionava como a base da previsão de tempo para as regiões tropicais, então bastante desconhecida. Os trópicos eram considerados regiões onde o tempo meteorológico seria regido pelo clima tropical, isto é, por variações sazonais, por exemplo, as "monções" sazonais, e não pelas variações e flutuações diurnas associadas às passagens de frentes e ou presença de sistemas complexos de tempestades. Assim, o tempo nos trópicos seria apenas perturbado por eventos aleatoriamente distribuídos. A existência de fenômenos como "ondas de leste", sistemas convectivos de tempestades da Zona de Convergência Intertropical (ITCZ) não eram conhecidos.
Hoje, ainda é mais difícil dar uma definição do clima baseada em períodos de 30 anos, embora séries de dados de 30 anos sejam comuns. Nota-se, que ao longo de amostras da série temporal, podem ocorrer variações do valor médio, indicando variabilidade climática. Parte dessas variações encontradas ao longo das dezenas de anos pode ser atribuída a causas antropogênicas. Por exemplo, os primeiros anos do século XXI têm sido mais quentes que os encontrados anteriormente na segunda metade do século XX.
Um dos primeiros estudos sobre o clima, proposto por Wladimir Köppen em 1900, fundamentava-se no sentido de clima como fator da dimensão geográfica. Nessa classificação considerava-se a vegetação predominante como uma manifestação das características do solo e do clima da região, permitindo reunir várias regiões do mundo através de semelhanças de sua vegetação, sendo conhecida como "classificação climática de Köppen-Geiger". Em 1931 Charles Warren Thornthwaite introduziu uma nova classificação e em 1948 amplia os estudos através do balanço de água como um fator do clima, que futuramente daria origem à "classificação do clima de Thornthwaite". Emmanuel de Martonne destacou-se no estudo da geomorfologia climática. Seu estudo sobre problemas morfológicos do Brasil tropical-atlântico foi um dos primeiros trabalhos de geomorfologia climática, sendo conhecida a "classificação do clima de Martonne".
Desta forma, a ciência climática, é um campo interdisciplinar que estuda o clima e suas mudanças ao longo do tempo, abrangendo desde processos atmosféricos até interações com sistemas terrestres e humanos. Ela evoluiu significativamente no século XX, passando de uma abordagem geográfica e descritiva, focada em escalas locais e humanas (como a climatologia clássica de Humboldt, Hann e Köppen), para uma ciência física e global, baseada em modelos matemáticos, simulações computacionais e observações de larga escala.

## Fatores climáticos
Os fatores climáticos são os elementos naturais e humanos capazes de influenciar as características ou a dinâmica de um ou mais tipos de climas. Para que sejam compreendidos, precisam ser estudados de forma interdisciplinar, pois um interfere no outro. São eles:
- Pressão atmosférica - variações históricas das amplitudes de pressões endógenas (magma) e exógenas (crosta) do planeta Terra;
- Órbita - mudanças cronológicas (geológicas e astrofísicas) nas posições das órbitas terrestres (em graus, minutos, segundos, décimos, centésimos e milésimos de segundos) ocasionam maiores ou menores graus de insolação que modificam as variadas ações calorimétricas (ora incidentes ou deferentes) no planeta Terra (dificilmente perceptíveis aos humanos);
- Latitude - distância em graus entre um local até a linha do equador;
- Altitude - a distância em metros entre uma cidade localizada em um determinado ponto do relevo até o nível do mar (universalmente considerado como o ponto ou nível médio em comum para medidas de altitudes);
- Maritimidade - corresponde à proximidade de um local com o mar;
- Continentalidade - corresponde à distância de um local em relação ao mar, permitindo ser mais influenciado pelas condições climáticas provenientes do próprio continente;
- Massas de ar - parte da atmosfera que apresenta as mesmas características físicas (temperatura, pressão, umidade e direção), derivadas do tempo em que ficou sobre uma determinada área da superfície terrestre (líquida ou sólida);
- Correntes marítimas - grande massa de água que apresenta as mesmas características físicas (temperatura, salinidade, cor, direção, densidade) e pode acumular uma grande quantidade de calor e, assim, influenciar as massas de ar que se sobrepõem;
- Relevo - presença e interferências de montanhas e depressões nos movimentos das massas de ar;
- Vegetação - emite determinadas quantias de vapor de água, influenciando o ciclo hidrológico de uma região.
- A presença de megalópoles ou de extensas áreas rurais, as quais modificaram muito a paisagem natural, como por exemplo a Grande São Paulo, a Grande Rio de Janeiro, Tokkaido, a megalópole renana e Bos-wash, influenciando o clima local.

## Tipos de clima
- Tropical

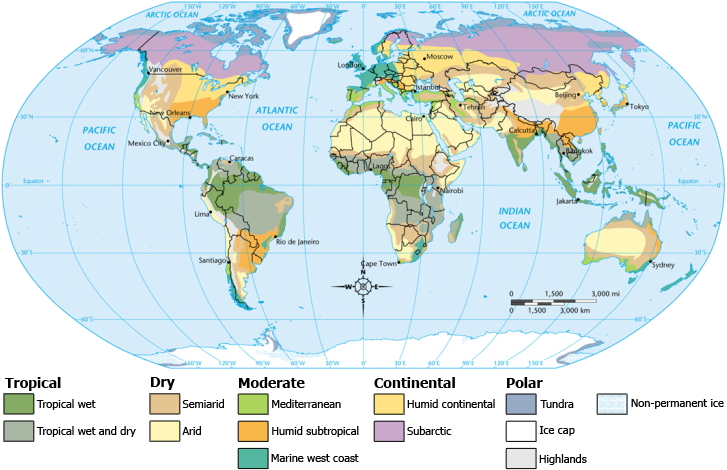
Mapa climático.

- Tropical alternadamente úmido e seco[7]
- Subtropical
- Equatorial
- Equatorial úmido[7]
- Mediterrâneo[7]
- Temperado
- Oceânico
- Continental
- Continental úmido[7]
- Continental subártico[7]
- Alpino
- Polar
- Árido
- Semiárido
- Desértico
- Desértico tropical e de estepe[7]
- Desértico de latitudes médias[7]
- Desértico das costas ocidentais[7]
- Litorâneo com ventos alísios[7]
- Marítimo da costa ocidental[7]
- Tundra[7]
- Polar[7]

## Diversidades de Climas ao Redor do Mundo
- Tropical - Manaus -  Brasil
- Subtropical - Buenos Aires -  Argentina
- Equatorial - Belém -  Brasil
- Mediterrâneo - Lisboa -  Portugal
- Temperado - Nova Iorque -  Estados Unidos
- Oceânico - Londres -  Inglaterra
- Continental - Pequim -  China
- Polar - Yakutsk -  Rússia
- Árido - Lima -  Peru
- Semiárido - Ancara -  Turquia
- Alpino - Bogotá -  Colômbia
- Desértico - Dubai -  Emirados Árabes Unidos